# Winthemia hokkaidensis
Winthemia hokkaidensis là một loài ruồi trong họ Tachinidae.